# Trest smrti v Jižním Súdánu
Trest smrti v Jižním Súdánu je legální forma trestu. Trest smrti je ukotven v trestním zákoníku Jižního Súdánu. V Jižním Súdánu je možné vynést rozsudek smrti za četné zločiny, včetně vraždy a terorismu. Trest smrti mohou vynést jak civilní, tak vojenské soudy. Mezi lety 2011 a 2018 bylo v Jižním Súdánu popraveno nejméně 140 lidí a stovky dalších jich čekaly na její vykonání, i když kvůli nedostatku zpráv z této oblasti zůstávají přesná čísla neznámá. Země čelila kritice ze strany mezinárodních organizací za používání trestu smrti u mladistvých. Jižní Súdán tak zůstává jedním z největších uživatelů trestu smrti v subsaharské Africe.

## Historie
Jižní Súdán získal nezávislost v roce 2011 a stále se mu nedaří v zemi zakázat popravy přesto, že hlasoval ve prospěch dvou rezolucí OSN na zavedení moratoria na trest smrti. Během prvního roku své nezávislosti bylo v zemi vykonáno pět poprav a dalších 150 lidí čekalo na popravu v cele smrti. V roce 2018 bylo vykonáno nejméně 7 poprav a v cele smrti čekalo více než 300 lidí.

## Praxe
Mezi hrdelní trestné činy patří vražda, křivé svědectví vedoucí k popravě nevinného, velezrada, ilegální obchod s drogami ve velkém měřítku a terorismus s následkem smrti. Rozsudek smrti musí potvrdit prezident Jižního Súdánu a Nejvyšší soud Jižního Súdánu. Kromě toho ústava neumožňuje odsoudit k trestu smrti osoby mladší 18 let nebo matky dětí mladších dvou let.
Popravy se provádí buď v Centrální věznici v Jubě ležící poblíž hlavního města, nebo ve věznici Wau v severozápadní oblasti Bahr el Ghazal. Oficiálním způsobem popravy je oběšení, ale jsou známy i případy, kdy byli odsouzenci zastřeleni popravčí četou.

## Významné případy
James Gatdet Dak, mluvčí prominentní opoziční strany Súdánského lidově osvobozeneckého hnutí a William Endley, bývalý jihoafrický vojenský důstojník, který působil jako poradce opozičních sil, byli v roce 2018 odsouzeni k trestu smrti za velezradu. Prezident Salva Kiir jim však udělil milost.

## Kritika
Jižní Súdán čelil kritice organizací jako Amnesty International a Human Rights Watch za vynášení trestu smrti nad mladistvými, což je i v rozporu s ústavou Jižního Súdánu. Amnesty International tvrdila, že 2 ze 4 lidí popravených v roce 2017 bylo v době jejich odsouzení mladších 18 let.